# Tarnation (Band)
Tarnation war eine US-amerikanische Independent-Band um die Musikerin Paula Frazer aus San Francisco.

## Diskografie
Tarnation
- Gentle Creatures (1995; Warner Bros. Records)
- Mirador (1997; Warner Bros. Records)

Paula Frazer and Tarnation
- Now It's Time (2007; Birdman Records)

Paula Frazer solo
- Indoor Universe (2001; Birdman Records)
- A Place Where I Know (2003; Birdman Records)
- Leave the Sad Things Behind (2005; Birdman Records)